# Патриша Флетли Бренан
Патриша Флетли Бренан (енгл. Patricia Flatley Brennan; 21. јул 1953) је директорка америчке националне медицинске библиотеке. Магистрирала је на Универзитету Пенсилваније и докторирала индустријско инжењерство на Универзитету Висконсина у Медисону. Била је председник одељења за индустријско инжењерство Универзитета Висконсина у Медисону 2007—2010.

## Биографија
После седам година клиничке праксе на одељењу психијатрије, Бренан је имала неколико академских функција. Развила је ComputerLink, електронску мрежу дизајнирану са циљем смањења изолације и побољшања самопомоћи код пацијената у кућним условима.
Директорка је националног програма Project HealthDesign, иницијативе коју финансира фондација Роберт Вуд Џонсон, а чији је циљ стимулисање следеће генерације личних здравствених картона. У контексту тог пројекта, она је са својим тимом формирала фразу „посматрања свакодневног живота”, позивајући се на запажања људи о свом здрављу у свакодневном животу. Поред тога, води пројекат WI-TECNE чији је циљ побољшање интеграције информатике и телемедицине у наставне програме за негу. Од јуна 2009. године, била је водитељка у лабораторији за животну средину у Висконсинском институту, истражујући технологије здравствене заштите у кући користећи виртуелну стварност и технологију симулације.
Члан је америчке академије за негу (1991) и колеџа за медицинску информатику (1993), изабрана је за члана медицинског института 2001. Године 2016. је постављена за директора америчке националне медицинске библиотеке, где је њен мандат започео у августу 2016.